# Alpirsbach
Alpirsbach (pronunciación en alemán: /ˈalpɪʁsˌbax/ⓘ) es una localidad alemana del estado federado de Baden-Wurtemberg. Se encuentra en la Selva Negra, en el curso superior del río Kinzig. 
Se divide administrativamente en siete pedanías: Alpirsbach, Ehlenbogen, Rötenbach, Reinerzau, Peterzell, Reutin und Römlinsdorf.
Está  hermanada con la comuna francesa de Neuville-sur-Saône.